# Joanne Shaw Taylor
Joanne Shaw Taylor (née en février 1985 en Angleterre) est une guitariste et chanteuse de blues, découverte par Dave Stewart des Eurythmics à l'âge de 16 ans.

## Biographie
Joanne Shaw Taylor a grandi dans la région de Birmingham en Angleterre, et commence dès son plus jeune âge à jouer du blues, inspirée par Stevie Ray Vaughan, Albert Collins et Jimi Hendrix. Dave Stewart qui l'avait entendu jouer en 2002 l'invite à rejoindre son supergroup, D.U.P., lors de sa tournée européenne.
En mai 2009, Joanne Shaw Taylor sort son premier album, White Sugar, chez Ruf Records. Elle sort son second album en 2010, Diamonds in the Dirt, toujours chez Ruf Records. Les deux albums seront classés comme numéro huit dans la catégorie Top Blues Albums par le magazine US Billboard. En 2010, elle gagne la catégorie Best Female Vocalist aux British Blues Awards,.
Elle gagne à nouveau le même award en 2011 ainsi que le prix de Songwriter of the Year award pour sa chanson Same As It Never Was de l'album Diamonds in the Dirt.
Le 4 juin 2012, Joanne Shaw Taylor joue de la guitare dans le groupe d'Annie Lennox lors du Diamond Jubilee Concert à Londres.
Taylor joua un solo lors du concert devant le Palais de Buckingham, vue par environ 12 000 personnes.
Le quatrième album solo The Dirty Truth est enregistré à Memphis, Tennessee avec le producteur Jim Gaines, il sort le 22 septembre 2014.
Joanne Shaw Taylor vit entre Detroit (Michigan) et Birmingham (Angleterre).

## Discographie

### Albums studio
- 2009 - White Sugar
- 2010 - Diamonds in the Dirt
- 2012 - Almost Always Never
- 2014 - The Dirty Truth[8]
- 2016 - Wild
- 2019 - Reckless Heart
- 2021 - The Blues Album
- 2022 - Nobody's Fool
- 2024 - Heavy Soul
- 2025 - Black & Gold

### Albums live
- 2013 - Songs from the Road + DVD
- 2022 - Blue from the Heart Live + DVD

### EP
- 2014 - The Dirty Truth Live EP
- 2020 - Reckless Blues

### DVD
- 2016 - Live at Oran-Mor